# Walter Drück
Walter Drück (* 26. April 1900 in Bad Cannstatt; † 16. Oktober 1970 in Gerstetten) war ein deutscher Offizier, Kaffeepflanzer, BND-Agent und Waffenhändler. Während seiner Kriegszeit schoss er hunderte Fotos, darunter auch von toten polnischen Freischärlern, welche von seinen Kameraden getötet worden waren.

## Leben

### Herkunft und Familie
Drück war das fünfte von sechs Kindern des Wolfgang Drück und seiner Ehefrau Anna. Er heiratete am 29. Mai 1923 in Panzos Pauline, geb. von Mühlen. Aus der Ehe entstanden zwei Kinder, nämlich Joachim (* 1925; gefallen in Finnland 1944) und Peter (1940–2019).

### Karriere
1910 besuchte er das Cannstatter Gymnasium, welches er bis 1915 abschließ um sich bei der deutschen Armee als Freiwilliger für den Ersten Weltkrieg zu melden. Er kämpfte dort an der Westfront, darunter in der zweiten Flandernschlacht und an der Somme. Bis 1916 wurde er für seine Verdienste zum Unteroffizier ernannt und mit dem Eisernen Kreuz II. Klasse ausgezeichnet. Nach Besuch eines Offizierskurs in Straßburg im Jahre 1917 wurde er zum Vizefeldwebel befördert. Bei der Schlacht um Verdun wurde er mit dem Eisernen Kreuz I. Klasse ausgezeichnet. 1918 erfolgte seine Beförderung zum Leutnant. Das Kriegsende erlebte er in einem Lazarett.
1919 beendete er erfolgreich seinen Schulunterricht an einem Stuttgarter Gymnasium ab. Während der Novemberrevolution beteiligte sich Drück aktiv an Straßenunruhen in Stuttgart, wirkte in Cannstatt und Eßlingen als Grenzschutzbeamter und schloss sich dem Freikorps Kürner an. In der Reichswehr diente er im Schützen-Regiment 73, welches er nach der Vereidigung auf Reichspräsident Ebert verließ. 1920 nahm er am Kapp-Putsch teil. Zwischen 1919 und 1920 arbeitete er auf einem Harzer Rittergut und danach als Farmer in Hohenheim und Tübingen. Im Februar 1921 arbeitete er als Hilfsarbeiter in Ulm. Im Juli 1921 betätigte sich Drück als Mitglied des Selbstschutzkorps Württemberg an der Niederschlagung des Aufstandes in Oberschlesien. Zwischen 1921 und 1928 war Drück als Kaffeepflanzer in Guatemala tätig. 1928 kehrte er wieder nach Deutschland zurück und wirkte bis 1934 als Betriebsleiter in Neckarsulm, darunter bei der Gebrüder Spohn GmbH, gegründet von Richard Spohn. 1930 wurde Drück Mitglied der NSDAP. Auch wurde er Mitglied der SA und erreichte den Rang eines SA-Führers. 1933 bis 1934 wirkte Drück als NS-Stadtrat und Fraktionsvorsitzender in Neckarsulm.
1933 trat er wieder der Armee bei und erreichte 1934 den Rang eines Hauptmanns als Kommandeur einer Pioniereinheit in Ulm. 1935 wurde er Kommandeur zahlreicher Pionierkompanien in Holzminden und ab 28. Oktober 1938, nach dem Anschluss Österreichs, Kommandeur des Gebirgs-Pionier-Bataillon 82 (ehemaliges österreichisches Pionier-Bataillon 6) in Schwaz/Tirol. Drück nahm an dem Überfall auf Polen teil. An dem Świniarsko-Massaker in der Nacht vom 5. auf den 6. September 1939, bei dem 18 unschuldige Zivilisten erschossen und 26 Häuser niedergebrannt wurden, nahm er, anders als vermutet, nicht teil, da er ausweislich des in seinen Memoiren in Kopie erhaltenen Divisionsbefehls der 2. Gebirgsdivision vom 5.9.39 24.00 Uhr für den 6. September 1939 zur selben Zeit eine Stoßtruppe zur Überquerung des Flusses Dunajec führte: „Die Stoßtruppe Hauptm. Drück (3./136 u. 1/2 3. Pi.82) hat heute 21.00 Uhr den Dunajec nördl. Neu-Sandez überschritten und sich auf dem Ostufer festgesetzt“. Bei der Annahme eines polnischen Lokalhistorikers, Drück hätte zahlreiche Fotos von den Leichen des Świniarsko-Massakers gemacht und wäre für diese Taten nie verurteilt worden. handelt es sich vermutlich um eine Verwechslung. Drück berichtet in seinen Erinnerungen von Kämpfen mit bewaffneten polnischen Zivilisten („Aber auch Zivilisten einer Art Freikorps sind darunter, einheitlich gekennzeichnet an ihren schwarzen Schlapphüten und weißen Hemden“), von deren Gefallenen er zwei Fotos angefertigt hat (beschriftet rückseitig: „Erschossene Heckenschützen bei Neu Sandez 5.9.39“ und „Erschossene Polnische Freischärler“). 1940 nahm er am Unternehmen Weserübung teil. Mit einer Beförderung zum Oberst wurde er dem Generalstab des Oberkommando des Heeres in Berlin zugeteilt. 1945 wurde er nach Mittenwald abkommandiert und setzte sich im Mai 1945 nach Österreich ab.
In der Nachkriegszeit wirkte Drück zwischen 1952 und 1954 als Militärexperte in Ägypten, wo er als Ausbilder der ägyptischen Pioniertruppen lehrte. Danach wirkte er als Exportkaufmann in Ulm. Ab Juli 1966 arbeitete er als Korrespondent einer deutschen Waffenfirma, gegründet durch die ehemaligen Waffen-SS-Mitglieder Otto Skorzeny und Gerhard Mertins, und war nun damit beauftragt Überschussmaterial der Bundeswehr in anderen Ländern zu verkaufen. Im Mai 1965 wurde er unter dem Decknamen WALTER (V-33 296, Arbeitsname: ORION) Quelle des Bundesnachrichtendienstes für den Waffenhandel in Südamerika. In seiner Position als MEREX-Korrespondent unternahm er im Sommer 1966 eine „Latin-America-Tour“, um sein Netz an Geschäftskontakten zu erweitern. Ihm gelang es so in Südamerika Kontakt mit mehreren ehemaligen deutschen Nazis aufzunehmen, darunter Hans-Ulrich Rudel, Friedrich Schwend und Klaus Barbie. Durch diese Verbindungen gelangte zahlreiche militärische Ausrüstung an südamerikanische Diktatoren, die MEREX nun lieferte. Es gelang ihm auch, Barbie eine Position als offizieller Repräsentant der Firma MEREX in Bolivien zu besorgen. 1970 starb er in einem Autounfall.

## Werke (Auswahl)
- Die militärpolitische Lage Südamerikas
- In zwei Weltkriegen – Erinnerungen eines Pionierobersten (unveröffentlichtes maschinenschriftliches Manuskript mit Kopien von Originaldokumenten im Archiv des Instituts für Zeitgeschichte München, MS 2264 und 2273).